# William Gibson (martyr)
Pour les articles homonymes, voir William Gibson (homonymie) et Gibson.
William Gibson, né à Ripon dans le Yorkshire et mort à York le 29 novembre 1596 est un laïc martyr catholique écossais sous le règne d'Elizabeth Ire.

## Biographie
William Gibson est issu de la noblesse écossaise mais est né et a grandi dans le nord de l'Angleterre. Il est le fils de l'illustre Lord George Gibson II (mort en 1590), membre de la Haute Cour de justice d'Écosse. Son grand-oncle et homonyme, l'évêque William Gibson, doyen de Restalrig, était un important ecclésiastique d'avant la Réforme. Ce dernier représenta fréquemment le roi Jacques V d'Écosse auprès du Saint-Siège et, avec le soutien du cardinal David Beaton, ses écrits en faveur de la foi catholique lui avaient valu le titre papal de « Gardien de l'Église écossaise » (latin : Custos Ecclesiae Scotiae).
Son attachement, comme celui de sa famille, à l'Église catholique est connu. Il participe activement à défendre cette Église devenue souterraine et de plus en plus persécutée. Il appartient au réseau de personnes venant en aide, cachant et finançant prêtres et séminaristes catholiques dans le nord de l'Angleterre. Arrêté en 1593 il est emprisonné dans la prison du Château d'York. Dans sa prison il retrouve George Errignton et William Knight, eux aussi membre du même réseau. 
Tous les trois seront condamnés à mort après avoir été dénoncé par un compagnon de cellule qui les dénonça pour avoir prétendument essayé de le convertir à la foi catholique. Cette dénonciation suffira pour qu'ils soient exécutés pour haute trahison. Il subit le supplice réservé aux traîtres à savoir pendaison, éviscération et écartèlement.

## Vénération
Déclaré bienheureux par Jean-Paul II en 1987 William Gibson fut l'un des quatre-vingt-cinq Quatre-vingt-cinq martyrs d'Angleterre et de Galles béatifiés par ce dernier. Il est fêté le 29 novembre.

### Articles annexes
- Martyrologe romain
- Martyrs de Douai
- Martyrs d'Angleterre et du pays de Galles
- Quarante martyrs d'Angleterre et de Galles
- Cent sept martyrs d'Angleterre et du pays de Galles
- Cinquante-quatre martyrs anglais
- Martyrs d'Oaten Hill
- Martyrs de Dryburne
- Martyrs de Londres de 1591
- Les Martyrs de la Chartreuse de Londres